# Leichtathletik-Halleneuropameisterschaften 1992
Die 22. Leichtathletik-Halleneuropameisterschaften fanden vom 28. Februar bis zum 1. März 1992 im Palasport di Genova in Genua statt. Italien war zum dritten Mal nach 1978 und 1982 Gastgeberland der Veranstaltung.

## Ergebnisse Männer

### 60 m
| Platz | Athlet           | Land | Zeit (s) |
| ----- | ---------------- | ---- | -------- |
| 1     | Jason Livingston | GBR  | 6,53     |
| 2     | Witali Sawin     | EUN  | 6,54     |
| 3     | Michael Rosswess | GBR  | 6,62     |
| 4     | Ezio Madonia     | ITA  | 6,63     |
| 5     | Daniel Sangouma  | FRA  | 6,64     |
| 6     | Oleg Kramarenko  | EUN  | 6,69     |
| 7     | Jason John       | GBR  | 6,69     |
| 8     | Mario Longo      | ITA  | 6,77     |

Finale am 29. Februar

### 200 m
| Platz | Athlet             | Land | Zeit (s) |
| ----- | ------------------ | ---- | -------- |
| 1     | Nikolaj Antonow    | BUL  | 20,41    |
| 2     | Daniel Sangouma    | FRA  | 20,64    |
| 3     | Alexandr Goremykin | EUN  | 21,09    |
| 4     | Giorgio Marras     | ITA  | 21,15    |
| 5     | Robert Maćkowiak   | POL  | 21,38    |
| 6     | Stéphane Diagana   | FRA  | 21,53    |

Finale am 1. März

### 400 m
| Platz | Athlet             | Land | Zeit (s) |
| ----- | ------------------ | ---- | -------- |
| 1     | Slobodan Branković | YUG  | 46,33    |
| 2     | Andrea Nuti        | ITA  | 46,37    |
| 3     | David Grindley     | GBR  | 46,60    |
| 4     | Aleksejs Iļjušins  | LAT  | 47,02    |
| 5     | Marco Vaccari      | ITA  | 47,18    |
| 6     | Ade Mafe           | GBR  | 47,33    |

Finale am 1. März

### 800 m
| Platz | Athlet               | Land | Zeit (min) |
| ----- | -------------------- | ---- | ---------- |
| 1     | Luis Javier González | ESP  | 1:46,80    |
| 2     | José Arconada        | ESP  | 1:47,16    |
| 3     | Tonino Viali         | ITA  | 1:47,22    |
| 4     | Martin Steele        | GBR  | 1:47,23    |
| 5     | Anatoli Makarewitsch | EUN  | 1:47,83    |
| 6     | Brian Whittle        | GBR  | 1:56,13    |

Finale am 1. März

### 1500 m
| Platz | Athlet           | Land | Zeit (min) |
| ----- | ---------------- | ---- | ---------- |
| 1     | Matthew Yates    | GBR  | 3:42,32    |
| 2     | Sergei Melnikow  | EUN  | 3:42,44    |
| 3     | Branko Zorko     | CRO  | 3:42,85    |
| 4     | Isaac Viciosa    | ESP  | 3:43,23    |
| 5     | Amos Rota        | ITA  | 3:43,99    |
| 6     | Hervé Phélippeau | FRA  | 3:44,71    |
| 7     | Bernhard Richter | AUT  | 3:46,35    |
| 8     | Eugenio Ferrara  | ITA  | 3:47,64    |

Finale am 1. März

### 3000 m
| Platz | Athlet                  | Land | Zeit (min) |
| ----- | ----------------------- | ---- | ---------- |
| 1     | Gennaro Di Napoli       | ITA  | 7:47,24    |
| 2     | John Mayock             | GBR  | 7:48,47    |
| 3     | José Luis González      | ESP  | 7:48,92    |
| 4     | Éric Dubus              | FRA  | 7:49,40    |
| 5     | Victor Rojas            | ESP  | 7:50,04    |
| 6     | Alessandro Lambruschini | ITA  | 7:50,05    |
| 7     | Stefano Mei             | ITA  | 7:51,42    |
| 8     | Anacleto Jiménez        | ESP  | 7:52,38    |

Finale am 1. März 

### 60 m Hürden
| Platz | Athlet           | Land | Zeit (s) |
| ----- | ---------------- | ---- | -------- |
| 1     | Igors Kazanovs   | LAT  | 7,55     |
| 2     | Tomasz Nagórka   | POL  | 7,69     |
| 3     | Jiří Hudec       | TCH  | 7,72     |
| 4     | Jonathan Ridgeon | GBR  | 7,78     |
| 5     | Antti Haapakoski | FIN  | 7,79     |
| 6     | Laurent Ottoz    | ITA  | 7,80     |
| 7     | Rafał Ciesla     | POL  | 7,83     |
| 8     | Marco Todeschini | ITA  | 7,83     |

Finale am 1. März

### 5000 m Gehen
| Platz | Athlet                 | Land | Zeit (min) |
| ----- | ---------------------- | ---- | ---------- |
| 1     | Giovanni De Benedictis | ITA  | 18:19,97   |
| 2     | Franz Kaszjukewitsch   | EUN  | 18:25,40   |
| 3     | Stefan Johansson       | SWE  | 18:27,95   |
| 4     | Ronald Weigel          | GER  | 18:44,74   |
| 5     | Igor Kollár            | TCH  | 19:03,12   |
| 6     | Jan Staaf              | SWE  | 19:04,48   |
| 7     | Robert Ihly            | GER  | 19:04,52   |
| 8     | Miroslav Boško         | TCH  | 19:04,98   |

Finale am 28. Februar

### Hochsprung
| Platz | Athlet          | Land | Höhe (m) |
| ----- | --------------- | ---- | -------- |
| 1     | Patrik Sjöberg  | SWE  | 2,38     |
| 2     | Sorin Matei     | ROU  | 2,36     |
| 3     | Dragutin Topić  | YUG  | 2,29     |
| 3     | Ralf Sonn       | GER  | 2,29     |
| 5     | Alexei Jemelin  | EUN  | 2,29     |
| 6     | Georgi Dakow    | BUL  | 2,29     |
| 7     | Rolandas Verkys | LTU  | 2,26     |
| 7     | Arturo Ortiz    | ESP  | 2,26     |

Finale am 1. März

### Stabhochsprung
| Platz | Athlet              | Land | Höhe (m) |
| ----- | ------------------- | ---- | -------- |
| 1     | Pjotr Botschkarjow  | EUN  | 5,85     |
| 2     | István Bagyula      | HUN  | 5,80     |
| 3     | Konstantin Semjonow | EUN  | 5,60     |
| 4     | Jean Galfione       | FRA  | 5,60     |
| 5     | Gianni Iapichino    | ITA  | 5,60     |
| 5     | Peter Widén         | SWE  | 5,60     |
| 7     | Hermann Fehringer   | AUT  | 5,60     |
| 8     | Jani Lehtonen       | FIN  | 5,60     |
| 8     | Nikolaj Nikolow     | BUL  | 5,60     |

Finale am 1. März

### Weitsprung
| Platz | Athlet               | Land | Weite (m) |
| ----- | -------------------- | ---- | --------- |
| 1     | Dmitri Bagrjanow     | EUN  | 8,12      |
| 2     | Konstantin Krause    | GER  | 8,04      |
| 3     | Jarmo Kärnä          | FIN  | 7,96      |
| 4     | Giovanni Evangelisti | ITA  | 7,94      |
| 5     | Bogdan Tudor         | ROU  | 7,92      |
| 6     | Emiel Mellaard       | NED  | 7,89      |
| 7     | Franck Lestage       | FRA  | 7,77      |
| 8     | Mark Forsythe        | GBR  | 7,76      |

Finale am 29. Februar

### Dreisprung
| Platz | Athlet           | Land | Weite (m) |
| ----- | ---------------- | ---- | --------- |
| 1     | Leonid Woloschin | EUN  | 17,35     |
| 2     | Serge Hélan      | FRA  | 17,18     |
| 3     | Wassili Sokow    | EUN  | 17,01     |
| 4     | Māris Bružiks    | LAT  | 16,78     |
| 5     | Audrius Raizgys  | LTU  | 16,77     |
| 6     | Nikolaj Raew     | BUL  | 16,68     |
| 7     | Galin Georgiew   | BUL  | 16,62     |
| 8     | Francis Agyepong | GBR  | 16,36     |

Finale am 1. März

### Kugelstoßen
| Platz | Athlet             | Land | Weite (m) |
| ----- | ------------------ | ---- | --------- |
| 1     | Oleksandr Bahatsch | EUN  | 20,75     |
| 2     | Oleksandr Klymenko | EUN  | 20,02     |
| 3     | Klaus Bodenmüller  | AUT  | 19,99     |
| 4     | Luciano Zerbini    | ITA  | 19,68     |
| 5     | Pétur Guðmundsson  | ISL  | 19,53     |
| 6     | Alessandro Andrei  | ITA  | 19,51     |
| 7     | Lars Arvid Nilsen  | NOR  | 19,11     |
| 8     | Paul Edwards       | GBR  | 19,04     |

Finale am 29. Februar

### Siebenkampf
| Platz | Athlet            | Land | Punkte |
| ----- | ----------------- | ---- | ------ |
| 1     | Christian Plaziat | FRA  | 6418   |
| 2     | Robert Změlík     | TCH  | 6118   |
| 3     | Antonio Peñalver  | ESP  | 6062   |
| 4     | Robert de Wit     | NED  | 6023   |
| 5     | Paul Meier        | GER  | 6023   |
| 6     | Lew Lobodin       | EUN  | 5987   |
| 7     | Sándor Munkácsi   | HUN  | 5882   |
| 8     | Beat Gähwiler     | SUI  | 5635   |

28. und 29. Februar
Der Siebenkampf besteht aus den Disziplinen 60-Meter-Lauf, Weitsprung, Kugelstoßen, Hochsprung, 60-Meter-Hürdenlauf, Stabhochsprung und 1000-Meter-Lauf.

## Ergebnisse Frauen

### 60 m
| Platz | Athletin                  | Land | Zeit (s) |
| ----- | ------------------------- | ---- | -------- |
| 1     | Schanna Tarnopolskaja     | EUN  | 7,24     |
| 2     | Anelija Nunewa            | BUL  | 7,29     |
| 3     | Nadeschda Roschtschupkina | EUN  | 7,31     |
| 4     | Laurence Bily             | FRA  | 7,33     |
| 5     | Odiah Sidibé              | FRA  | 7,34     |
| 6     | Sanna Hernesniemi         | FIN  | 7,39     |
| 7     | Martha Grossenbacher      | SUI  | 7,40     |
| 8     | Sabine Tröger             | AUT  | 7,42     |

Finale am 29. Februar

### 200 m
| Platz | Athletin           | Land | Zeit (s) |
| ----- | ------------------ | ---- | -------- |
| 1     | Oxana Stepitschewa | EUN  | 23,18    |
| 2     | Iolanda Oanță      | ROU  | 23,23    |
| 3     | Sabine Tröger      | AUT  | 23,35    |
| 4     | Natalja Woronowa   | EUN  | 23,38    |
| 5     | Zwetanka Iliewa    | BUL  | 23,85    |
| 6     | Sanna Hernesniemi  | FIN  | 23,97    |

Finale am 1. März

### 400 m
| Platz | Athletin          | Land | Zeit (s) |
| ----- | ----------------- | ---- | -------- |
| 1     | Sandra Myers      | ESP  | 51,21    |
| 2     | Olha Bryshina     | EUN  | 51,48    |
| 3     | Jelena Goleschewa | EUN  | 52,07    |
| 4     | Julia Merino      | ESP  | 52,22    |
| 5     | Marina Schmonina  | EUN  | 52,26    |
|       | Iolanda Oanță     | ROU  | DNS      |

Finale am 1. März

### 800 m
| Platz | Athletin           | Land | Zeit (min) |
| ----- | ------------------ | ---- | ---------- |
| 1     | Ella Kovacs        | ROU  | 1:59,98    |
| 2     | Inna Jewsejewa     | EUN  | 2:00,26    |
| 3     | Jelena Afanassjewa | EUN  | 2:00,69    |
| 4     | Carla Sacramento   | POR  | 2:02,90    |
| 5     | Stella Jongmans    | NED  | 2:03,50    |
| 6     | Fabia Trabaldo     | ITA  | 2:03,70    |

Finale am 1. März

### 1500 m
| Platz | Athletin               | Land | Zeit (min) |
| ----- | ---------------------- | ---- | ---------- |
| 1     | Jekaterina Podkopajewa | EUN  | 4:06,61    |
| 2     | Ljubow Kremljowa       | EUN  | 4:06,62    |
| 3     | Doina Melinte          | ROU  | 4:06,90    |
| 4     | Tudorița Chidu         | ROU  | 4:08,30    |
| 5     | Theresia Kiesl         | AUT  | 4:08,82    |
| 6     | Anna Brzezińska        | POL  | 4:09,05    |
| 7     | Ivana Kubešová         | TCH  | 4:09,43    |
| 8     | Maria Akraka           | SWE  | 4:09,56    |

Finale am 1. März

### 3000 m
| Platz | Athletin           | Land | Zeit (min) |
| ----- | ------------------ | ---- | ---------- |
| 1     | Margareta Keszeg   | ROU  | 8:59,80    |
| 2     | Tetjana Dorowskych | EUN  | 9:00,15    |
| 3     | Rita Marquard      | GER  | 9:00,99    |
| 4     | Jelena Wjasowa     | EUN  | 9:01,25    |
| 5     | Elly van Hulst     | NED  | 9:02,85    |
| 6     | Christina Mai      | GER  | 9:03,27    |
| 7     | Maria Guida        | ITA  | 9:07,70    |
| 8     | Cristina Agusti    | ESP  | 9:09,15    |

Finale am 1. März

### 60 m Hürden
| Platz | Athletin               | Land | Zeit (s) |
| ----- | ---------------------- | ---- | -------- |
| 1     | Ljudmila Naroschilenko | EUN  | 7,82     |
| 2     | Monique Éwanjé-Épée    | FRA  | 7,99     |
| 3     | Jordanka Donkowa       | BUL  | 8,03     |
| 4     | Christine Hurtlin      | FRA  | 8,08     |
| 5     | Julie Baumann          | SUI  | 8,11     |
| 6     | Kristin Patzwahl       | GER  | 8,19     |
| 7     | Jacqueline Agyepong    | GBR  | 8,25     |
| 8     | Anne Piquereau         | FRA  | 8,35     |

Finale am 1. März

### 3000 m Gehen
| Platz | Athletin           | Land | Zeit (min) |
| ----- | ------------------ | ---- | ---------- |
| 1     | Alina Iwanowa      | EUN  | 11:49,99   |
| 2     | Ileana Salvador    | ITA  | 11:53,23   |
| 3     | Beate Anders       | GER  | 11:55,41   |
| 4     | Annarita Sidoti    | ITA  | 12:04,51   |
| 5     | Victoria Lina      | ROU  | 12:10,43   |
| 6     | Sada Eidikytė      | LTU  | 12:13,67   |
| 7     | Jelena Saiko       | EUN  | 12:14,68   |
| 8     | Pier Carola Pagani | ITA  | 12:14,74   |

Finale am 29. Februar

### Hochsprung
| Platz | Athletin           | Land | Höhe (m) |
| ----- | ------------------ | ---- | -------- |
| 1     | Heike Henkel       | GER  | 2,02     |
| 2     | Stefka Kostadinowa | BUL  | 2,02     |
| 3     | Jelena Jelessina   | EUN  | 1,94     |
| 4     | Britta Bilač       | SLO  | 1,91     |
| 5     | Jo Jennings        | GBR  | 1,88     |
| 5     | Valentīna Gotovska | LAT  | 1,88     |
| 5     | Birgit Kähler      | GER  | 1,88     |
| 5     | Niki Bakogianni    | GRE  | 1,88     |
| 5     | Judit Kovács       | HUN  | 1,88     |
| 5     | Marion Goldkamp    | GER  | 1,88     |

Finale am 29. Februar

### Weitsprung
| Platz | Athletin            | Land | Weite (m) |
| ----- | ------------------- | ---- | --------- |
| 1     | Laryssa Bereschna   | EUN  | 7,00      |
| 2     | Marieta Ilcu        | ROU  | 6,74      |
| 3     | Ljudmila Ninova     | AUT  | 6,60      |
| 4     | Inessa Krawez       | EUN  | 6,57      |
| 5     | Helga Radtke        | GER  | 6,43      |
| 6     | Claudia Gerhardt    | GER  | 6,38      |
| 7     | Antonella Capriotti | ITA  | 6,37      |
| 8     | Ragne Kytölä        | FIN  | 6,35      |

Finale am 28. Februar

### Dreisprung
| Platz | Athletin           | Land | Weite (m) |
| ----- | ------------------ | ---- | --------- |
| 1     | Inessa Krawez      | EUN  | 14,15     |
| 2     | Sofija Boschanowa  | BUL  | 13,98     |
| 3     | Helga Radtke       | GER  | 13,75     |
| 4     | Šárka Kašpárková   | TCH  | 13,73     |
| 5     | Ljudmila Ninova    | AUT  | 13,67     |
| 6     | Ināra Curko        | LAT  | 13,47     |
| 7     | Loredana Rossi     | ITA  | 13,45     |
| 8     | Concepción Paredes | ESP  | 13,39     |

Finale am 29. Februar

### Kugelstoßen
| Platz | Athletin              | Land | Weite (m) |
| ----- | --------------------- | ---- | --------- |
| 1     | Natalja Lissowskaja   | EUN  | 20,70     |
| 2     | Swetla Mitkowa        | BUL  | 20,06     |
| 3     | Astrid Kumbernuss     | GER  | 19,37     |
| 4     | Walentyna Fedjuschyna | EUN  | 18,95     |
| 5     | Anna Romanowa         | EUN  | 18,79     |
| 6     | Danguolė Urbikienė    | LTU  | 18,55     |
| 7     | Grit Hammer           | GER  | 17,89     |
| 8     | Mihaela Oana          | ROU  | 17,77     |

Finale am 1. März

### Fünfkampf
| Platz | Athletin           | Land | Punkte |
| ----- | ------------------ | ---- | ------ |
| 1     | Liliana Năstase    | ROU  | 4701   |
| 2     | Petra Văideanu     | ROU  | 4677   |
| 3     | Urszula Włodarczyk | POL  | 4651   |
| 4     | Birgit Clarius     | GER  | 4628   |
| 5     | Tatjana Blochina   | EUN  | 4617   |
| 6     | Sonia Del Prete    | FRA  | 4277   |
| 7     | Ingrid Didden      | BEL  | 4162   |
| 8     | Ifeoma Ozoeze      | ITA  | 4137   |

28. Februar
Der Fünfkampf besteht aus den Disziplinen 60-Meter-Hürdenlauf, Hochsprung, Kugelstoßen, Weitsprung und 800-Meter-Lauf. Er wurde als Demonstrationswettbewerb durchgeführt.

## Medaillenspiegel
| Medaillenspiegel Endstand nach 27 Entscheidungen | Medaillenspiegel Endstand nach 27 Entscheidungen | Medaillenspiegel Endstand nach 27 Entscheidungen | Medaillenspiegel Endstand nach 27 Entscheidungen | Medaillenspiegel Endstand nach 27 Entscheidungen | Medaillenspiegel Endstand nach 27 Entscheidungen |
| Platz                                            | Land                                             | Gold                                             | Silber                                           | Bronze                                           | Gesamt                                           |
| ------------------------------------------------ | ------------------------------------------------ | ------------------------------------------------ | ------------------------------------------------ | ------------------------------------------------ | ------------------------------------------------ |
| 1                                                | Vereintes Team                                   | 12                                               | 8                                                | 7                                                | 27                                               |
| 2                                                | Rumänien                                         | 3                                                | 4                                                | 1                                                | 8                                                |
| 3                                                | Italien                                          | 2                                                | 2                                                | 1                                                | 5                                                |
| 4                                                | Spanien                                          | 2                                                | 1                                                | 2                                                | 5                                                |
| 4                                                | Vereinigtes Königreich                           | 2                                                | 1                                                | 2                                                | 5                                                |
| 6                                                | Bulgarien                                        | 1                                                | 4                                                | 1                                                | 6                                                |
| 7                                                | Frankreich                                       | 1                                                | 3                                                | -                                                | 4                                                |
| 8                                                | Deutschland                                      | 1                                                | 1                                                | 5                                                | 7                                                |
| 9                                                | Jugoslawien                                      | 1                                                | -                                                | 1                                                | 2                                                |
| 9                                                | Schweden                                         | 1                                                | -                                                | 1                                                | 2                                                |
| 11                                               | Lettland                                         | 1                                                | -                                                | -                                                | 1                                                |
| 12                                               | Polen                                            | -                                                | 1                                                | 1                                                | 2                                                |
| 12                                               | Tschechoslowakei                                 | -                                                | 1                                                | 1                                                | 2                                                |
| 14                                               | Ungarn                                           | -                                                | 1                                                | -                                                | 1                                                |
| 15                                               | Österreich                                       | -                                                | -                                                | 3                                                | 3                                                |
| 16                                               | Finnland                                         | -                                                | -                                                | 1                                                | 1                                                |
| 16                                               | Kroatien                                         | -                                                | -                                                | 1                                                | 1                                                |